# Възнесение Господне (Чеган)
„Възнесение Господне“ (на гръцки: Αναλήψεως) е православна църква във воденското село Чеган (Палиос Агиос Атанасиос), Гърция, част от Воденската, Пелска и Мъгленска епархия.
Църквата е гробищен храм, разположен в северната част на селото. Построена е в 1700 година. В архитектурно отношение храмът е трикорабна базилика с дървен покрив и с полукръгла апсида, нартекс, женска църква, трем на юг и камбанарийна кула на югозапад. В интериора е запазен резбовани и изрисувани в стил рококо владишки трон, амвон и иконостас от 1833 година. Запазени са и малко стенописи от XIX век в централния кораб. Икони от църквата, датиращи от XVIII и XIX век, както и евангелие от 1737 година се пазят в енорийския храм на Нови Чеган.
Църквата е обявена за исторически паметник на 23 октомври 1995 година.